# Variovorax
Genre
Variovorax est un genre de bactéries gram négatives de la famille des Comamonadaceae.

## Historique
Le genre Variovorax a été créé en 1991 à partir de l'espèce Alcaligenes paradoxus lorsqu'il a été remarqué que celle-ci n'était pas reliée phylogénétiquement aux autres Alcaligenes.

## Description
Les bactéries du genre Variovorax sont formées de cellules aérobies seules ou en paires ayant la forme de bâtonnets droits ou légèrement incurvés. La taille de ces bactéries est de 0,5 µm à 0,6 µm de large et de 1,2 µm à 3 µm. Elles sont mobiles par l'intermédiaire de un à trois flagelles péritriches,. Le diamètre des flagelles est de 15 à 17 nm. Les pili sont présents aux extrémités polaires. LA paroi cellulaire des Variovorax est typique de celle des bactéries à Gram négatif avec une membrane externe séparée de la membrane cytoplasmique par une couche de peptidoglycanes.
En culture, une bonne croissance peut être obtenue sur des milieux contenant des carbohydrates, des acides organiques ou du peptone. Les colonies sont de couleur jaunes.
Ce sont des bactéries oxydase et catalase positives. Elles sont chemorganotrophes mais certaines souches peuvent avoir une croissance lithoautotrophe avec de l'hydrogène utilisé comme source d'énergie (ces souches forment le biotype I, les autres étant du biotype II). Le métabolisme oxydatif des glucides est possible avec l'oxygène comme accepteur d’électrons terminal. Le contenu en bases nucléiques G et C est de 66,8 % et 69,4 %,.

## Croissance racinaire
Les bactéries du genre Variovorax ont été caractérisées comme des bactéries capables de favoriser la croissance racinaire des Arabidopsis. Elles ont la capacité d'inhiber l'inhibition provoquée par l'auxine et l'éthylène.

## Dépollution biologique
Les différentes espèces de Variovorax peuvent être impliquées dans la bioremédiation, c'est-à-dire, la dégradtion des xénobiotiques et la dépollution biologique.

## Liste des espèces
Selon LPSN (28 mai 2024), le genre Variovorax comprend 13 espèces publiées de manière valide :
- Variovorax boronicumulans Miwa et al. 2008
- Variovorax defluvii Jin et al. 2012
- Variovorax dokdonensis Yoon et al. 2006
- Variovorax durovernensis Alcolea-Medina et al. 2023
- Variovorax ginsengisoli Im et al. 2010
- Variovorax gossypii Kämpfer et al. 2015
- Variovorax guangxiensis Gao et al. 2015
- Variovorax humicola Nguyen & Kim 2016
- Variovorax paradoxus (Davis 1969) Willems et al. 1991
- Variovorax rhizosphaerae Nguyen et al. 2018
- Variovorax robiniae Nguyen et al. 2018
- Variovorax soli Kim et al. 2006
- Variovorax ureilyticus Nguyen et al. 2018

Le genre compte également deux espèces publiées de manière non valide et dont le nom n'est que le nom préféré mais pas accepté selon les standards de l'ICSP, ce sont les espèces suivantes :
- "Variovorax beijingensis" Gao et al. 2020
- "Variovorax terrae" Woo et Kim 2022

## Taxonomie
Le nom correct complet (avec auteur) de ce taxon est Variovorax Willems et al. 1991,.
L'espèce type est : Variovorax paradoxus (Davis 1969) Willems et al. 1991,.

### Étymologie
L'étymologie du nom de ce genre est la suivante : Va.ri.o.vo.rax. L. masc. adj. varius, divers, varié; L. adj. vorax, vorace; N.L. masc. n. Variovorax, bacterie qui dévore une grande variété de substrats.

### Phylogénie
L'analyse phylogénétique des séquences de l'ARN ribosomal 16S de ce qui était considéré comme l'espèce Alcaligenes paradoxus a démontré que cette espèce n'appartient pas aux Alcaligenes mais à un nouveau genre appelé Variovorax. Ce taxon est équidistant des autres taxons présent dans la famille Comamonadaceae en 1991, à savoir les genres Acidovorax, Comamonas, Hydrogenophaga, et Xylophilus et fait partie des Betaproteobacteria.